# Valea Lupșii, Alba

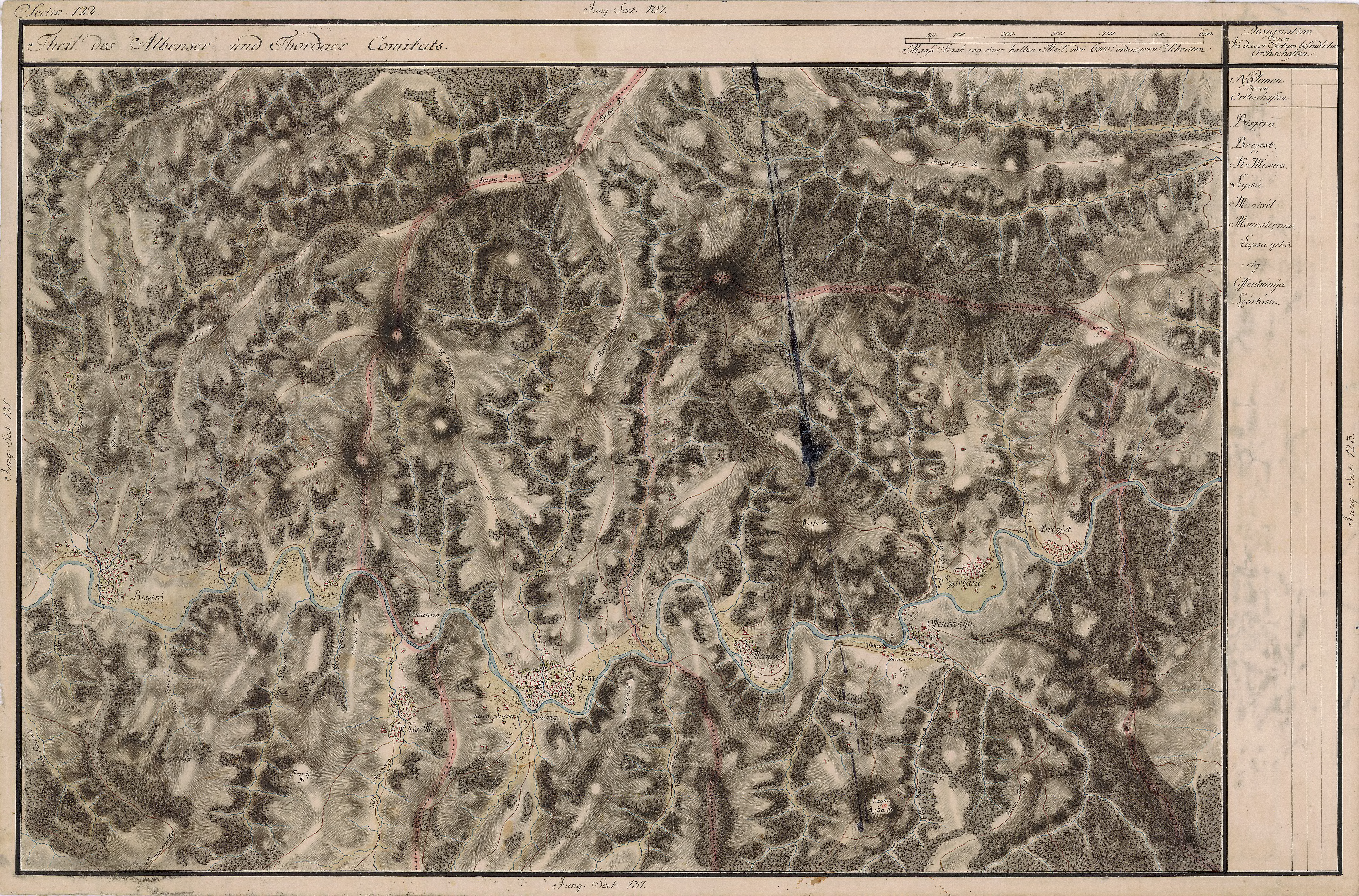
Valea Lupşii pe Harta Iosefină a Transilvaniei, 1769-1773 (Sectio 122)

Valea Lupșii este un sat în comuna Lupșa din județul Alba, Transilvania, România.
Pe Harta Iosefină a Transilvaniei din 1769-1773 (Sectio 122), mica localitate de atunci (formată numai din câteva case răzlețe) apare sub numele de „Valje Lupsilor”.

## Lăcașuri de cult
- Biserica din lemn “Sf.Nicolae”, din 1429 (restaurată în 1694, pictată de Johannes Somosinus și Ștefan Ghearlos și tencuită în 1865). Are un valoros candelabru cioplit în lemn și o colecție de icoane din secolul al XVIII-lea.
- Biserica din lemn “Adormirea Maicii Domnului”, din 1799.

## Obiectiv memorial
Monumentul Eroilor Români din Primul și Al Doilea Război Mondial. Monumentul, realizat în anii 1961-1963, pentru memoria eroilor români căzuți în cele două războaie mondiale, este un obelisc în formă de coloană, susținut de un postament și terminat cu o cruce. Acesta este realizat din beton, piatră de calcar și gresie, fiind amplasat în cimitirul localității. În plan frontal este un înscris comemorativ: „EROILOR PATRIEI – ÎNȚELEPCIUNEA ESTE MAI BUNĂ DECÂT ARMELE“.